# エンドネシア
『エンドネシア』はバンプールが開発しエニックス（現:スクウェア・エニックス）から2001年5月31日に発売されたPlayStation 2用ロールプレイングゲーム。
舞台となるエンドネシア島は粘土+ジオラマでフィールドが作成されており、RPGではあるが戦闘や経験値という概念は存在せず、常夏の島に住む人々・動植物との交流や観察（時には敵対）をし、主人公のみが使える力「エモ」を用いて石にされた神様の救出することを目的とする。

## 主人公
どこにでもいる普通の少年。だが、エモと呼ばれるパワーを使える唯一の存在であり、眠れる神様を起こせる唯一の存在でもある。公園で縦笛を吹いていて、帰り際、ブランコで遊んでいると突然エンドネシアという南の島にワープさせられる。ちなみに、エンドネシアでの服装はパンツいっちょう。

## システム
時間の概念
1日を24時間として少年はエンドネシアを探検する。それには10日間の期限があり、10日目を過ぎると1日目に戻る時間ループシステムなので結果的にはループした時間内で探検する事になる。特定日、特定時間にのみ起きるイベントや神様救出に繋がる出来事が存在する。
神様救出
エンドネシアには約50体の神様が存在するが、全てが石になった状態で眠りについている。これらは少年の行動により石化が解けて蘇り、全ての神様を救出する事がゲーム上での目的である。
エモシステム
少年の振るう奇跡のパワー、エモ（Emotion）は大別して六個のグループに分けられる。カッコイイやクイスギなどの名前のこれらエモは少年がその時に感じた感情を他の人などに与えることが可能というもので、これを駆使する事でエンドネシアにばらまかれる謎や仕掛けを解いたり神様救出に繋げたりする。
しるべ石
エンドネシア島内には各場所ごとにしるべ石と呼ばれる石が存在する。その場所を発見できればマップで霞がかった場所が発見したしるべ石を中心にくっきりと浮かび上がる。後述のごほうびの一つによってとても便利な機能を発揮する。
神様啓示板
50体の神様が思い思いの事を書き込んでいく啓示（掲示）板。特殊なアイテムで、持ち物には含まれない。島のあちこちで起こる事柄に対して様々なことが書き込まれる。ここに神様救出のヒントが詰まっている（詰め込まれていく）ため、こまめなチェックが必要。神様同士で喧嘩することもしばしば。
まんだら
今まで救出した神様がしるされていくアイテム。特殊なアイテムで、持ち物には含まれない。どんな名前で、何の神様か、また、その姿も確認する事ができる。
ゲームオーバーについて
ゲームオーバーは2種類存在し、1つは少年の気力がゼロになった時。これは食べ物を食べることで回復する事ができる。もう1つは長時間（1日）眠らずに眠気が満タンになった場合で、これは島の各場所に設置されているベッドで眠ることにより回復する。もちろん寝ている間も時間が経過する。また、ベッドで眠るとオートセーブされる。

### ごほうび
少年はエンドネシアでは50の神様を救出することで色々なごほうびを大神様から貰うことができる。それぞれ5、10、15、20、30、40の神様を救出する順にいずれかのごほうびを選択できるが、特定ごほうびを貰ってからでないと選べないごほうびもあるので注意。
しるべ石ワープ
しるべ石からしるべ石へワープできるようになる。
アイテム×2
アイテムを持てる数が30個になる。
エモチャージ×2
エモの持ち運び最大値が2に増える。
エモチャージ×3
エモの持ち運び最大値が3に増える（×2を取ってから選択可能）。
めざましクン
寝ている時間を12時間まで決められる。
めざまし男爵
起きる時間を10日間のいつでも決められる（めざましクンを取ってから選択可能）。

## 登場人物・動物
全ての人物はキャラクターボイスがつく。しかしプレイヤーには理解不能の言語のため、台詞の全ては字幕表示される。一部を除いた多くの人物はそれぞれ状況は異なるが少年同様にエンドネシアに突然来訪してしまった、という過去を持つ。そのため渡来人と呼ばれる。
カウント
エントランスゾーン入口付近に住んでいる元理科教師。動物の観察が大好きでテント生活の傍らラッコやホタルアリの観察に忙しい。温厚な人物だが礼儀作法には厳しい。
キノコいぬ
エントランスゾーンに生息するエンドネシアの原生動物。背中にキノコを生やしており、主食である草を食べると背中のキノコも生長して抜け落ちるという性質がある。ちなみにエンドネシアのセーブデータアイコンはこのキノコいぬが使われている。
バンジー
エントランスゾーンに住んでいる小太りの少年。寂しがり屋だがなかなか心を開こうとしない。常に持ち歩いている「カズくん」という名前の人形が唯一のお友達。掃除とかくれんぼが好き。
ダツコチやん
エントランスゾーンの一部地域にある木にしがみついている樹上生物。サルのような外見だが昆虫のような性質を持ち、自分の付近で動く生物がいるとそちらにしがみついて栄養分を吸収するという性質を持つ。長時間栄養吸収すると「オオムラサキダツコチ」に成長する。
サーヤ
ファンシーゾーンの可愛い家に住んでいる眼鏡をかけた女の子。大の男嫌いで、動物のオスも毛嫌いしている。趣味は森ゾーンにある泉でのバレエとお花の世話。エンドネシアに流れ着いてからはお母様への手紙を日課にしている。
P氏
ファンシーゾーンの浜辺でのんびりと過ごしている中年男。元の職は不明だがゴルフをフーゴル、ビールをルービーと呼ぶなど業界用語を多用する。趣味はゴルフでなかなかの腕前。
スティーブ
森ゾーンに自ら小屋を作って住んでいる木こり。森ゾーンの一部はスティーブにより伐採され、丸坊主になっている。父親を今でも尊敬しており、父の残した格言を大事にしている。お酒が大好き。
モレイラ
森ゾーンの奥にある遺跡で暮らしているどこかの国の王子。物静かで独特な雰囲気を漂わせており、瞑想と読書が日課。たくさんのエリマキトカゲと共に住んでおりほとんど従者のように扱っている。
エルザ
ジャングルゾーンにプレハブの研究小屋を建てて住んでいるマッドサイエンティスト。植物の研究と観察をしており、エンドネシアの植物を大切にしている。目下の研究材料はブルースハーブという植物。主食はネズミ。
バーのマスター
ジャングルゾーンの入口にあるバーを経営しているれっきとしたサル。人語を解し、バーに訪れる客を慰めたりもてなしたりとエンドネシアの渡来人にとっては頼りになる存在。悲しい過去を持っている。本来の名前はEE/M-018。
ランス
エンドネシア中を馬と共に放浪している中世の騎士風の男。エンドネシアに友を殺した怪物がいると考えて島中を踏破しながら怪物を探している。頑固で思い込みが強く、一度決めると後に引かない性格。
ジェシー
エンドネシア中を走り回って渡来人たちを取材調査して回る元記者。エンドネシアの至る所に現れてまた走り去っていく姿は鬼気迫るものがあるが、自ら「エバーグリーン」と名付けたロンリーゾーンに一本だけ生えている緑の木が気に入っている。
ロジャー
荒地ゾーンの錆びついたパトカーに住んでいる元警官。クールな性格で少年を男と見込んで男同士の話をしようとする。酒も好きでバーまで足を運んで飲んでいる。ローストポークを作るのが得意で、また大好物。
ダン
荒地ゾーンの浜辺に住んでいる美形青年。エンドネシアの古代文化に興味を持ち、誰もいない時には付近の遺跡や石版などを調べる毎日を送る。非常にシャイな性格で誰かと話す時は必ず何かを被って顔を隠す。
バンカ
荒地ゾーンの温泉地域に住んでいる、エンドネシアでは最も古い渡来人。あまり言葉を喋らない。元の職は召使いで名前も今まで仕えてきた主人の名前を使っており、「バンカ」とは最初に仕えた主人の名前。本名は「バンカ・オグラ・パーキンス・サントス・チョウ・ヤマモト・スミス・シュルツ・ヤン・ミルコビッチ・サンダース」。
イッヒ
荒地ゾーンの奥で戦車の中に住んでいる軍人。戦車の周囲には地雷地帯を作っており、エンドネシアの他の渡来人たちを寄せ付けない。ちなみに戦車にはもう一人乗っているのが分かるが詳細は不明。
マサノフ
ロンリーゾーンの雪原地帯に寝転がってギターを弾いている男。決して動かずに「ミュージックパワー」という不思議な力で周辺のウサギたちにエモを与えている。
イー
山ゾーン入口にいるヒーローショーの悪役姿のような人物。山ゾーンへの道の通せんぼをしているので先に進むにはイーとのバトルに勝たなければならない。
ナイキ
ロンリーゾーンの小島の牢屋にいる少年。非常に内気で他人との交流を持とうとしない。絵を描くのが好きで一人きりになるとクレヨンでイラストを描いている。
サイバダッタ
山ゾーンの山頂にハリボテで寺院のようなものを作り、そこで修行を行っているインチキ臭い僧侶。過去に多くの信者がいたという本人談だが、それほどの人物には見受けられない。苦行を重ねて本物の神さまになる事が目標。
原住民
エンドネシアに元から住んでいる原住民たち。山ゾーンの外れに小さな集落を作って暮らしている。エンドネシアの至る所に物見やぐらや見張り台を作り、渡来人たちやエンドネシアの状況を観察している。

## 地域

### エントランスゾーン
エントランスゾーンは、公園からほとんど一本道でファンシーゾーンまで続いている狭いながらも少年が初めて入り込んだエンドネシアの地域である。主な食べ物としては「青ちゅぶ」が挙げられるが、この青ちゅぶが熟すとより満腹効果が得られる「うまちゅぶ」になるなどという時間的な成長も見られる。
生活している人はカウント、バンジー。動物はキノコいぬ、水モグラ、ホタルアリ、ダツコチやん。また、ランスが1日目に野営をするゾーン。
公園
実際は公園のような場所ではないが、少年が現実世界の公園からエンドネシアにワープした時に最初に居た場所なので公園という呼び名となる。
現実世界の公園と似たような部分はさほど無いが、中央にはエントランスゾーンのベッドが置かれておりここを拠点として序盤をこなすことになる。公園の東側にはやきいもを焼くためのオーブンや日時計が置かれている。
中央部
カウントが日夜双眼鏡を手に水モグラの観察を続けている小さな池がある。
また、キノコいぬが居る広場がありランスが1日目に野営するのもここ。西側には石で作られた家のようなものが建っており、バンジーが寝床として利用している。深夜になるとホタルアリという珍しい虫が見られる場所。
南部
キノコとは思えないパラソルの形をした傘キノコがある。ファンシーゾーンへの道沿いにたくさん生えているが、一番大きな巨大な傘キノコも南側に存在する。
東部
ダツコチやんがたくさんぶら下がっている木々がある。その外れには体重計のような機械が置かれている。

### ファンシーゾーン
ファンシーゾーンは、名前の通り可愛らしい植物や風景の広がるエンドネシアの島全体では南東側一帯を広く覆う地域。エントランスゾーンとほとんど区切りなく道が続いているので知らずに入り込んでいることも多い。エンドネシアの島でももっとも彩色豊かで美しい場所で、北側の荒野ゾーンやロンリーゾーンとは対照的。
食べ物も豊富で、「おしゃれニンジン」「わたあめラージ」「ハッカ」などの食べ物が各地に点在する。
生活している人はP氏とサーヤ。動物はさほど多くは無いがサーヤの家の庭にはチョウチョが多数生息している。2日目のランス野営地。
中央部
ベッドが置かれており、隣接してしるべ石があるのでワープして利用しやすい。
西部
サーヤの家がある。家の周囲には庭が広がっており、南側の花畑にはチョウチョがたくさんいる。北側にはチョウチョボードがある。南側の花畑からさらに南に行ったところにはランスの野営地がある。
東部
東の外れには一日に一回だけしゃぼん玉を飛ばす不思議な植物(?)が生えている石鹸水池がある。その近くにはやぐらがあり、原住民らしい人が見張りをしている。
南部
西は森ゾーンまでずっと浜辺になっている。ベッドのすぐ南の海岸でP氏が日々を過ごしている。

### 森ゾーン
森ゾーンは、鬱蒼とした森林の広がるゾーンで、エンドネシア全体では南西側一帯を覆っている。ただし森になっているのはファンシーゾーンと隣接している部分からモレイラ宮殿くらいまでで、あとは丸ハゲの土地があったりもする。川に挟まれた北側のジャングルゾーンへは橋が無くなってしまったために最初の段階では行くことができなくなっている。
食べ物は少ないが一定地域にまとまって生えている「プチわらび」などはすぐに補充できるので便利。「森キノコ」の中にはランダムでエモが取得できるものもある。
住人はスティーブ、モレイラ。動物も多く、ビーバーやクマさんの他モレイラの召使いのようなエリマキトカゲやリス、鳥たちもたくさんいる。3日目のランス野営地。
中央部
ベッドが置かれている場所から少し西には鳥ボードがある。その北にある小さな広場ではリスが特定日に運動会をしている。
西部
スティーブの小屋があり、その周囲はほとんど木が無い。小屋の少し南には高台に一本杉の木がある。
南部
サーヤの秘密の泉があり、その入口はクマさんが守っている。P氏が飛ばしてしまったゴルフボールはここまで飛んできている。泉の北にはランスの野営地。
南西部
森の外れはエリマキトカゲたちが世話をするモレイラの生活する宮殿があり、点在する柱などからまったく異世界のムードを出している。
北部
スティーブが切り開いた伐採地がある。川がジャングルゾーンを隔てるように流れており、橋が無くなった今では誰も渡ることができない。

### ジャングルゾーン
ジャングルゾーンは、森とは異なる熱帯植物の楽園。エンドネシア全体では西側のごく狭い地域を覆うが、生息する動物や植物などの点では最も豊富な一面を持っている地域。食べ物もとても豊富な地域なので、ジャングルゾーンに来られるようになったら食べ物の補充はここをメインとして行うと大変効率的。住民は酒場のマスター、エルザ、ジェシー、ブー、パンツ氏。ピラニアやカメレオンも生息しており、植物ではさらにラフレシアのような花やトラバサミに酷似した食虫植物まで生えている。唯一、ブルーハーブが採取できる地域でもある。4日目、6日目、7日目のランス野営地。
南部
マスターの経営するバーがあり、夜になるとスティーブ、ジェシー、ロジャーたちが集う。その外れには何かのケージが忘れられたように置かれている。4日目のランス野営地。
西部
ブーが寝泊りする池があり、近くにはピラニアが生息する池もある。ランス7日目の野営地。南西側には時間により動くトーテムポールがある。一方北西部にはパンツ氏と、色を変えることすら面倒になったカメレオンたちがいる。北西側から北に抜けるとロジャーのパトカーがある荒地ゾーンに抜けられる。
東部
エルザのラボがある。その近くには池があり中央には何故かコンガが置かれている。北東部から北に抜けるとバンカが居る温泉地帯のある荒地ゾーンに抜けられる。
中央部
ベッドがあり、東部と西部に道が続いている。少し東側にはジャンプ花もある。

### 荒地ゾーン
荒地ゾーンは、ほとんどの植物が育たない砂漠のゾーン。賑やかなジャングルゾーンとは対照的ですらある。食べ物がなかなか採取できないのでジャングルゾーンでたくさん収穫しておいてから探索するのが吉。寂しい砂漠地帯を抜けた北西側には小さな入り江と、エンドネシアの古代文明の遺跡らしいものがある。一方東部から北東にかけては砂漠と谷で形成された天然の迷宮のようになっており、さらに攻撃的なスナグミたちが生息しているために危険な地域でもある。
生活する人はバンカ、ロジャー、ダン、イッヒ。穴ブタやアルマジロ、サソリも生息している。スナグミという種族が一部の地域に陣取っている。5日目と8日目のランス野営地。
南西部
島に昔やってきた渡来人が作ったと言われるコンクリートでできた道があるが、途中で途切れているのはその人物が力尽きたためだという。ロジャーが壊れたパトカーで寝泊りしており、その南には穴ブタたちの穴がある。北に抜けるとベッドがある。
南東部
サヤマメの群落地を過ぎると温泉地帯に抜ける。バンカの居座る小山もここにある。アルマジロたちの生息場所もここ。この温泉地帯から北へ向かうと砂漠迷宮のいずれかに繋がっており、点在するサボテンやなみだ草、スナグミたちが見られる。無事に北に抜けられればロンリーゾーンへの道へと続く。5日目では温泉地帯、8日目は迷宮北側がランス野営地。
北西部
ベッドから北に向かうと危険を意味する鉄条網が取り付けられ、その中にはイッヒの戦車が地雷地帯と共に置かれている。そのまま西へ抜けるとダンが住んでいる小さな入り江がある。ここはカニの楽園でもあり、貝もたくさんある。

### ロンリーゾーン
ロンリーゾーンは、荒地ゾーンよりもさらに寂しいゾーンで、いきなり墓地になっている。北側はエンドネシアで唯一雪が降る地域。食べ物はほとんど見つからないが、時折「マンドラゴラ」が生えていることがありゾーン自体もそれほど広くはないのでその場しのぎで居座ることは可能。ベッドの近くにはジェシーお気に入りのエバーグリーンと呼んでいるロンリーゾーン唯一の緑の木がある。
住人はナイキ、マサノフ、イエティ。動物はほとんど見かけられないゾーンだが、北側の雪原ではウサギがいる。墓地にはゾンビまで出てくる。
西部
荒地ゾーンとロンリーゾーンを繋ぐ墓地がある。ここを東に抜けるとベッドのある中央部へ抜けられる。
中央部
ベッドを中心として北側には雪原、西側は墓地、東側はナイキの住む独房と続く。南へ抜けると山ゾーン。特定の条件下で9日目のランス野営地。
北部
雪が降り続ける寒い場所。イエティとマサノフ、ウサギ以外は誰も住んでいない。荒地ゾーンから引かれている温泉があるが今は止まってしまっている。
東部
細い入り江の先には小さな半島があり、ナイキが暮らす独房となっている。ここの入り江には不思議な機械のようなものが流れ着いているが、壊れているらしく詳細は不明。

### 山ゾーン
山ゾーンは、ロンリーゾーンを南に抜けると一本の山道が続いている。エンドネシアで最も狭いゾーンだが、ここが少年の冒険するエンドネシアの最後の舞台となる。
住人はイーとサイバダッタ以外には存在しないように見えるが、全ての神様を救出した後のエンディング手前で原住民の集落がここにあることが明らかとなる。基本的にはそれ以外の生物はいない。食べ物も「山タケノコ」のみ。
北部
ロンリーゾーンとの境目にはイーがおり、初めて山ゾーンに入る時のみバトルになる。そこから南下したところにはハリボテで作ったサイバダッタの寺院のようなものがある。サイバダッタの座っている場所から東に向かうと地面に描かれた太陽の絵と、その近くにはベッド。
南部
原住民の村がある。

## 関連商品
- エンドネシア公式ガイドブック カミハッケン ISBN 978-4757704923